# Wout Steenhuis
Wouter Jan Jelmer Steenhuis (Den Haag, 23 februari 1922 - Margate-Broadstairs, 9 juli 1985) was een Nederlands multi-instrumentalist in jazz en Hawaïaanse muziek. Hij begon als gitarist voor de Dutch Swing College Band en vertrok daarna naar Engeland, waar hij elpees uitbracht, te horen was op radio en lokaal een eigen televisieprogramma had.

## Biografie
Steenhuis speelde al als jongeling in jazzcombo's en maakte in de Tweede Wereldoorlog deel uit van het verzet. In 1944 werd hij door de Duitsers opgepakt en overgebracht naar Kamp Amersfoort, maar hij wist tijdens een transport naar Duitsland te vluchten. Een dag voor de bevrijding werd hij in zijn elleboog geraakt door een kogel. Zijn arm bleef gespaard doordat hij werd behandeld in een Brits legerhospitaal.
In maart 1946 volgde hij Otto Gobius op als gitarist bij de Dutch Swing College Band. In 1947 verliet hij de band en vertrok hij naar Engeland. Hier nam hij het roer over van zijn vader die hier een importbedrijf in conserven had. In de begintijd van de piratenzender Veronica presenteerde hij het radioprogramma Kwartier met Wout Steenhuis.
Hij bracht een groot aantal elpees uit in een vaak exotisch genre, met als debuut Surfin' with Wout Steenhuis (1963). Ook bouwde hij een naam op als bespeler van de steelgitaar. Naast veel solo-platen bracht hij enkele elpees uit met anderen, zoals Wout Steenhuis meets The Kontikis (1967) en verder nog Double Dutch (1970) met jazzmusicus Peter Schilperoort.
Steenhuis had een eigen studio aan huis waar hij platen in zijn eentje opnam met verschillende instrumenten en met een zelf ingezongen koor. Instrumenten die hij stuk voor stuk opnam, waren een steelgitaar, basgitaar, ukelele, piano, orgel, synthesizer, drums en Zuid-Amerikaanse slaginstrumenten. Tijdens optredens liet hij zich begeleiden door een bandrecorder. Ook schreef hij in de jaren zestig mee aan werk voor anderen, zoals voor de disco-pionier Giorgio Moroder.
In 1981 bereikte zijn album Hawaiian Paradise/Hawaiian Christmas de 28e plaats in de Britse album top 100.
Steenhuis overleed in 1985 op 62-jarige leeftijd na een ziekbed.
- MusicBrainz: 1b05d7bd-9ccc-4107-ba5f-8260e14c5dec
- Virtual International Authority File: 8313147425870345040006
- WorldCat: E39PBJpVbHxRmD6VghfDMR48YP